# Grań Soliska

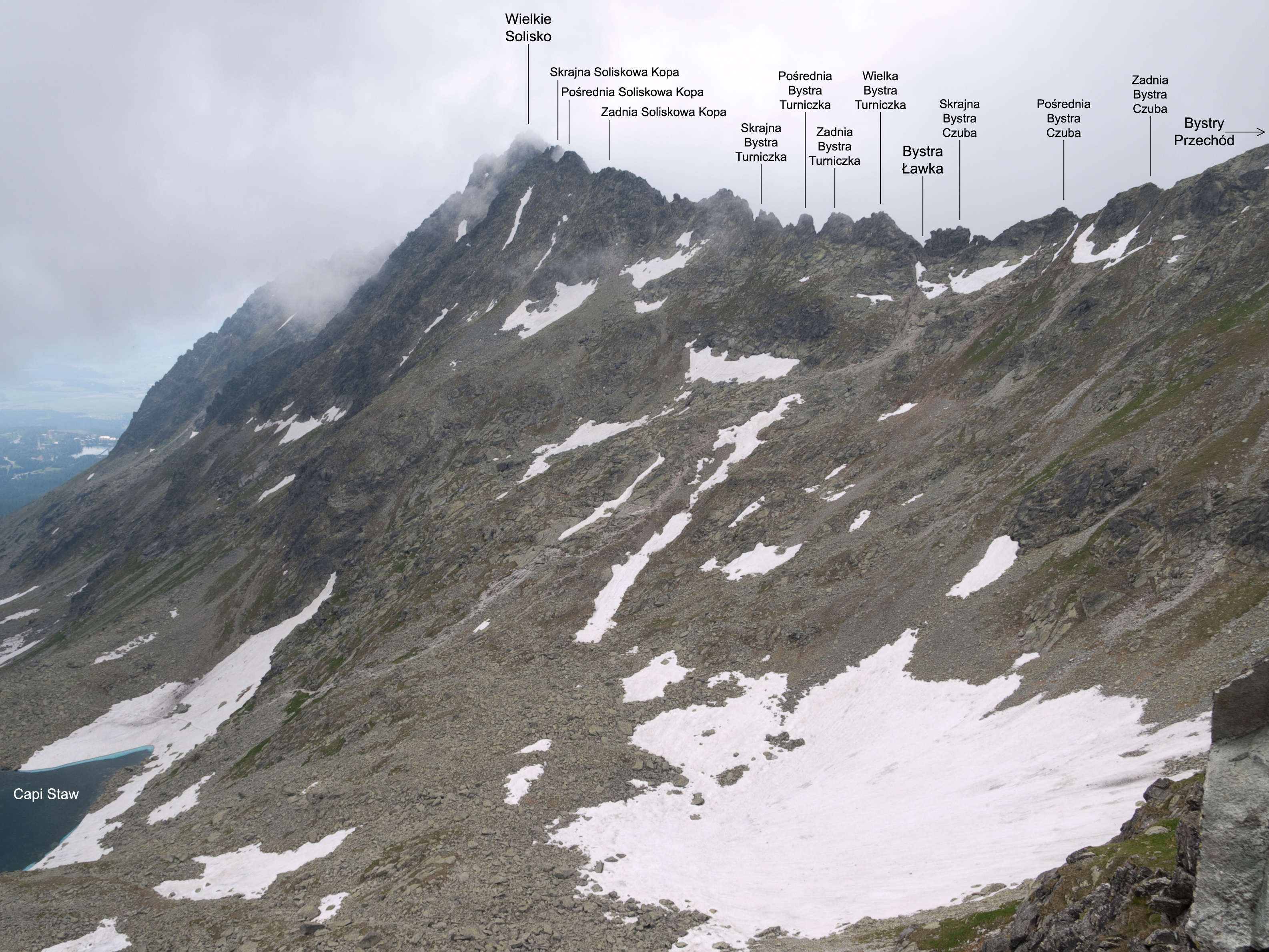
Północny fragment grani, od Bystrego Przechodu po Wielkie Solisko

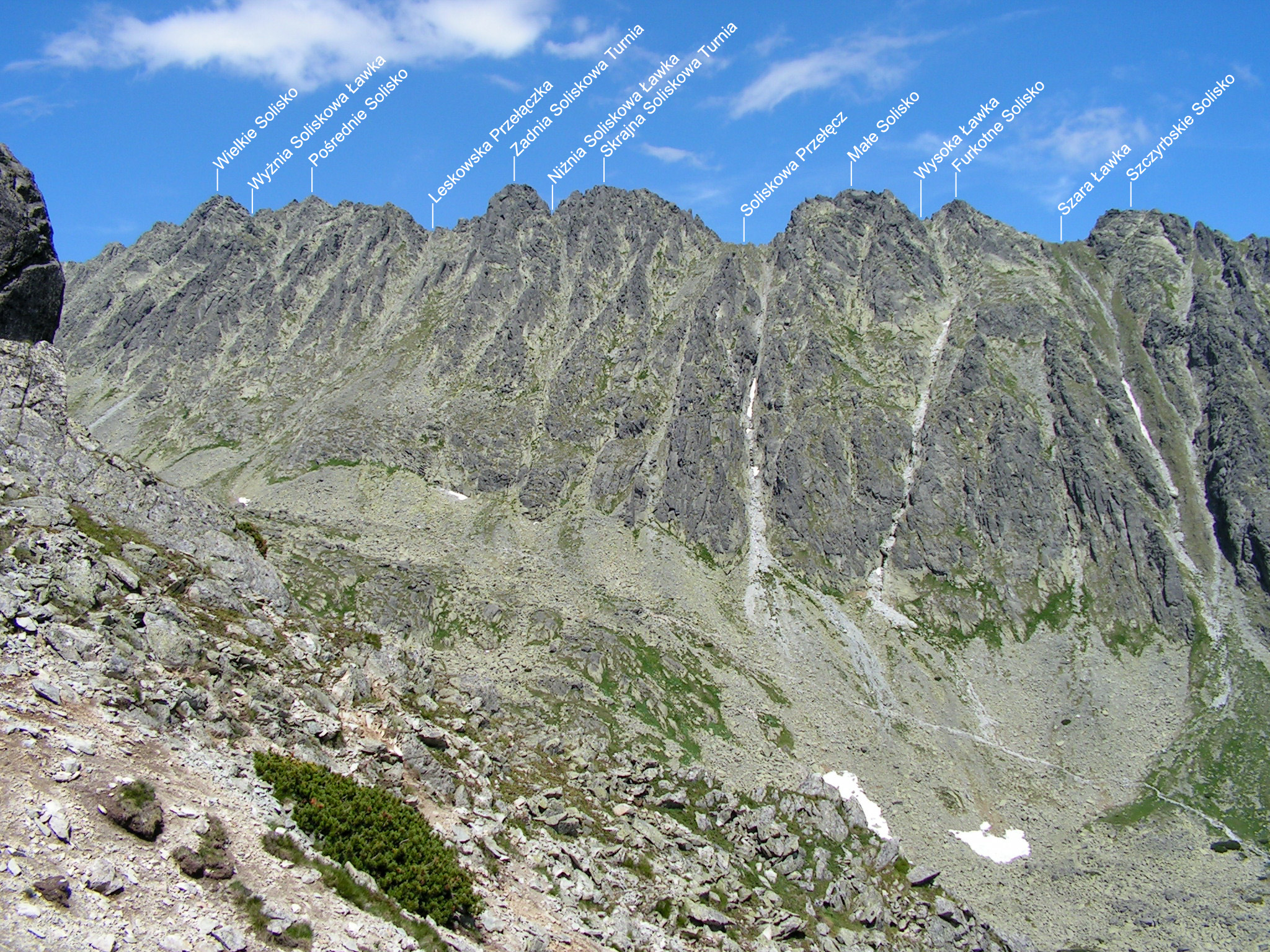
Grań Soliska (od Wielkiego Soliska do Szczyrbskiego Soliska) od strony Doliny Furkotnej

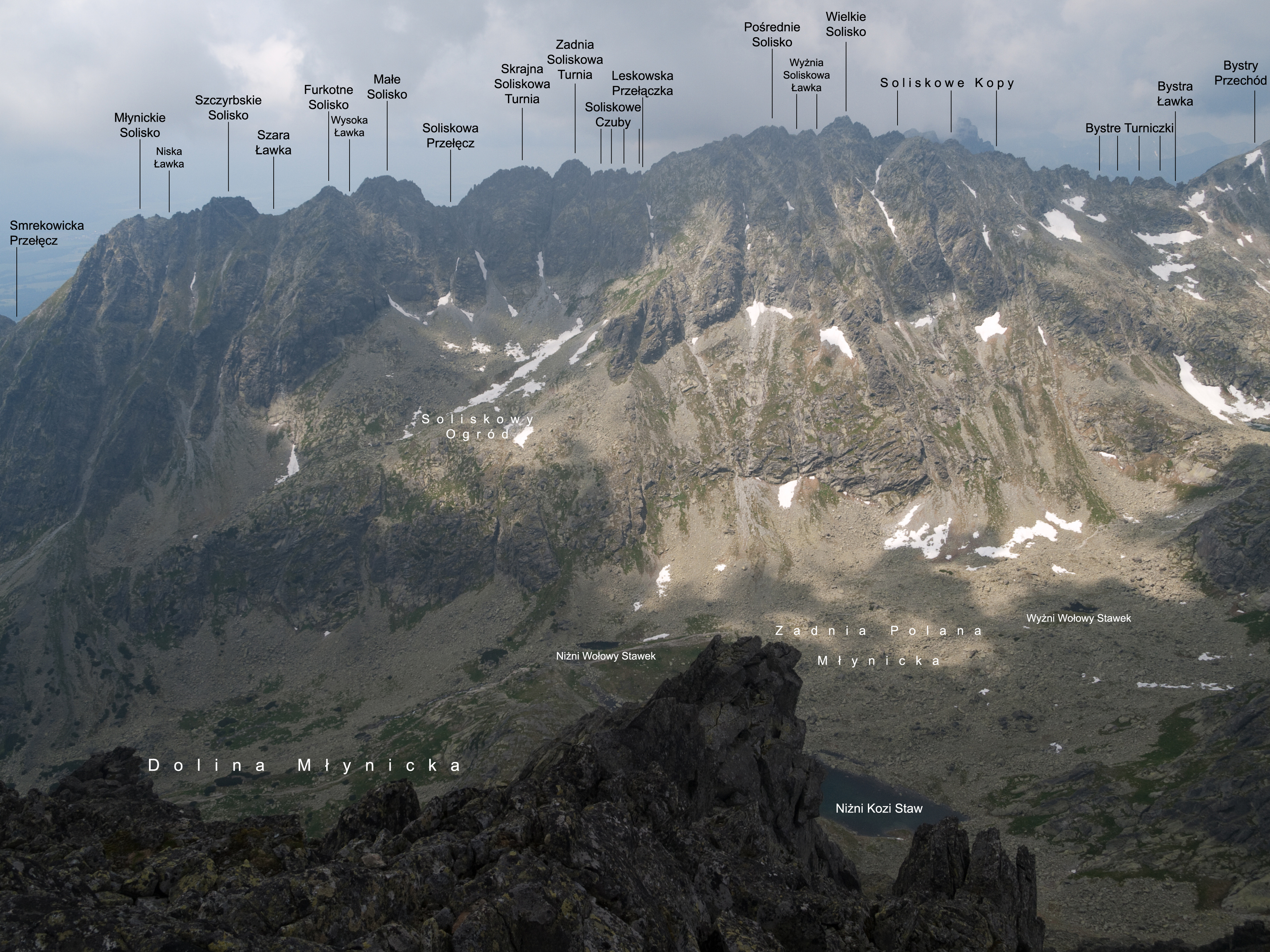
Grań Soliska od strony Doliny Młynickiej

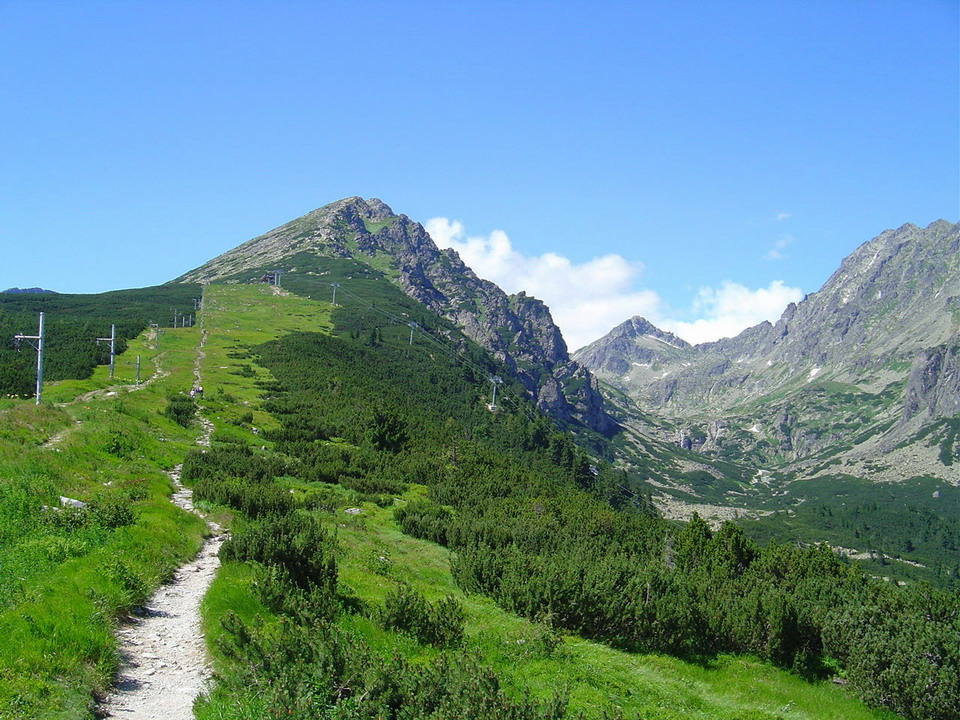
Grań Soliska widziana z okolic Szczyrbskiego Jeziora

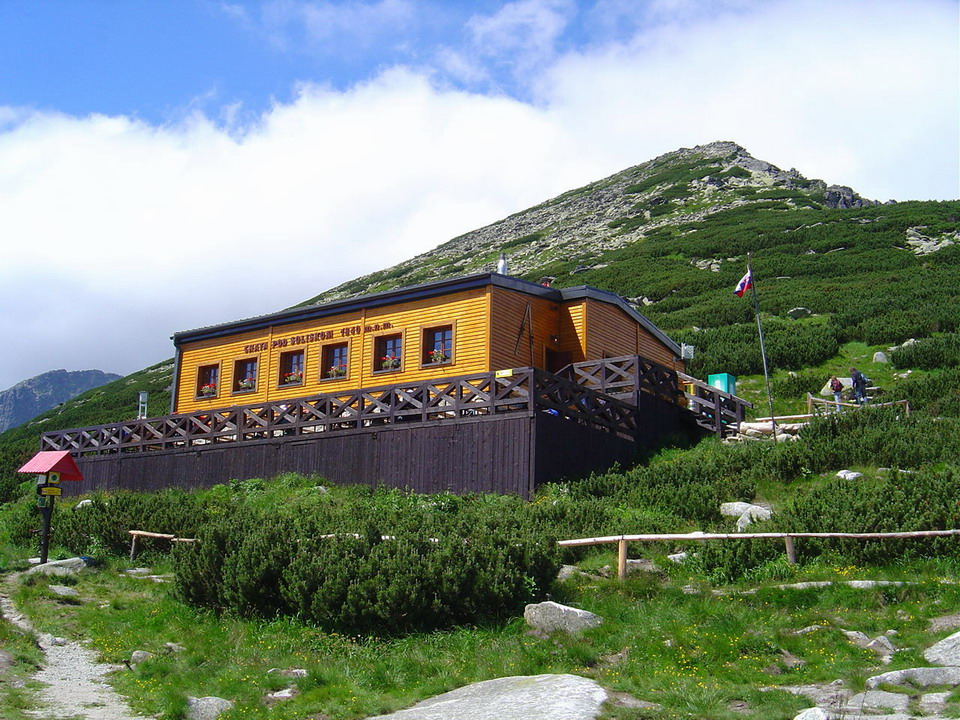
Schronisko na Solisku

Grań Soliska (słow. hrebeň Soliska, Soliskový hrebeň, niem. Soliskograt, węg. Szoliszkó-gerinc) – długi grzbiet tatrzański ciągnący się od przełęczy Bystry Przechód i opadający w okolicach Szczyrbskiego Jeziora. Grań odchodzi w wierzchołku Furkotu (Furkotský štít) od głównej grani odnogi Krywania w kierunku południowo-wschodnim i oddziela Dolinę Młynicką od Doliny Furkotnej. Początkowo skalista, za Smrekowicką Przełęczą traci swój wysokogórski charakter i opada zboczami porośniętymi kosodrzewiną, a niżej lasem.

## Przebieg grani
W grani wyróżniają się (w kierunku od Bystrego Przechodu):
- Bystre Czuby:
  - Zadnia Bystra Czuba (Zadni Bystry Garb, Zadný bystrý hrb),
  - Zadnia Bystra Szczerbina (Zadná bystrá štrbina),
  - Pośrednia Bystra Czuba (Pośredni Bystry Garb, Prostredný bystrý hrb),
  - Bystra Szczerbina (Bystrá štrbina),
  - Skrajna Bystra Czuba (Skrajny Bystry Garb, Predný bystrý hrb) – najciekawsza w kształtach turniczka z grupy Bystrych Czub,
- Bystra Ławka (Bystrá lávka) – wąska przełączka, przez którą prowadzi żółto znakowany szlak turystyczny,
- Bystre Turniczki:
  - Wielka Bystra Turniczka (Veľká bystrá vežička) – najbardziej rozłożysta z czterech Bystrych Turniczek,
  - Mała Bystra Szczerbina (Malá bystrá štrbina) – płytka przełączka, nie opada z niej do Doliny Furkotnej żaden żleb (ścianki Wielkiej i Zadniej Bystrej Turniczki stanowią jedną całość),
  - Zadnia Bystra Turniczka (Zadná bystrá vežička),
  - Pośrednia Bystra Szczerbina (Prostredná bystrá štrbina),
  - Pośrednia Bystra Turniczka (Prostredná bystrá vežička),
  - Skrajna Bystra Szczerbina (Predná bystrá štrbina) – wyraźnie wgłębiona przełączka, zwłaszcza widziana z Doliny Furkotnej,
  - Skrajna Bystra Turniczka (Predná bystrá vežička),
- Zadnia Soliskowa Szczerbina (Zadná Solisková štrbina) – przełęcz oddzielająca Bystre Turniczki od względnie długiej północnej grani Wielkiego Soliska,
- Bystra Kopa[a],
- Soliskowe Kopy:
  - Zadnia Soliskowa Kopa (Zadná solisková kopa),
  - Zadni Soliskowy Karb (Zadný soliskový zárez),
  - Pośrednia Soliskowa Kopa (Prostredná solisková kopa),
  - Pośredni Soliskowy Karb (Prostredný soliskový zárez),
  - Mała Soliskowa Kopa[b],
  - Skrajna Soliskowa Kopa (Wielka Soliskowa Kopa, Predná solisková kopa),
  - Skrajny Soliskowy Karb (Predný soliskový zárez),
- Wielkie Solisko (Veľké Solisko, 2412 m n.p.m.) – najwyższy punkt grani,
- Wyżnia Soliskowa Ławka (Solisková lávka),
- Pośrednie Solisko (Prostredné Solisko, ok. 2400 m), pierwsze odnotowane przejście – Karol Englisch, Paul Spitzkopf senior – 19 lipca 1903 r., podczas wejścia na Wielkie Solisko,
- Leskowska Przełączka (Vyšná Solisková štrbina), pierwsze odnotowane przejście – Karol Englisch, Paul Spitzkopf senior – 19 lipca 1903 r.,
- Soliskowe Czuby (Soliskové hrby) – cztery występy skalne (Zadnia, Pośrednia, Skrajna i Mała Soliskowa Czuba) górujące nad trawiastym stokiem schodzącym w kierunku Doliny Furkotnej, pierwsze odnotowane przejście – Karol Englisch, Paul Spitzkopf senior – 19 lipca 1903 r.,
- Pośrednia Soliskowa Ławka (Prostredná Solisková štrbina), pierwsze odnotowane wejście – Karol Englisch, Paul Spitzkopf senior – 19 lipca 1903 r.
- Zadnia Soliskowa Turnia (Zadná Solisková veža, ok. 2350 m), od strony Doliny Młynickiej zbocza Soliskowych Turni i Małego Soliska przecina rozległy, pokryty złomowiskiem skalnym taras nazwany Soliskowym Ogrodem. Pierwsze odnotowane wejście na Zadnią Soliskową Turnię – podczas przejścia grani – Günter Oskar Dyhrenfurth, Hermann Rumpelt – 10 czerwca 1906 r.,
- Niżnia Soliskowa Ławka (Nižná Solisková štrbina, ok. 2325 m), ostro wcięta przełęcz pomiędzy Soliskowymi Turniami, dawniej nazywana była Przełączką w Soliskowych Turniach, pierwsze odnotowane wejście – Ernő Kaczander, István Laufer, 4 września 1909 r.,
- Skrajna Soliskowa Turnia (Predná Solisková veža, ok. 2342 m), nazywana bywa także Przednią Soliskową Turnią,
- Soliskowa Przełęcz (Solisková štrbina, ok. 2285 m), szeroka, mocno obniżona przełęcz, łatwo dostępna z położonych poniżej dolin,
- Małe Solisko (Malé Solisko, 2334 m), dawniej uważane za dwuwierzchołkowy szczyt, obecnie niższy, południowo-wschodni wierzchołek uznawany jest za odrębny szczyt,
- Wysoka Ławka (Vysoká lávka, ok. 2305 m),
- Furkotne Solisko (Furkotské Solisko, ok. 2320 m), szczyt dawniej uważany za niższy wierzchołek Małego Soliska,
- Szara Ławka (Šedá lávka, ok. 2290 m),
- Szczyrbskie Solisko (Štrbské Solisko, 2302 m),
- Niska Ławka (Nízka lávka), niewielka przełęcz rozdzielająca Szczyrbskie Solisko od Młynickiego Soliska, dawniej te dwa wierzchołki uważane były za jeden, dwuwierzchołkowy szczyt – Szczyrbskie Solisko,
- Młynickie Solisko (Mlynické Solisko, ok. 2301 m),
- Smrekowicka Przełęcz (Soliskové sedlo), szeroka przełęcz podzielona na dwa siodła:
  - Wyżnia Smrekowicka Przełęcz (Zadné Soliskové sedlo, 2099 m),
  - Smrekowicka Czuba (Soliskový hrb),
  - Niżnia Smrekowicka Przełęcz (Predné Soliskové sedlo, ok. 2080 m),
- Skrajne Solisko (Predné Solisko, 2093 m), jedyny szczyt dostępny dla turystów w Grani Soliska, na jego południowo-wschodnim zboczu znajdują się wyciągi i trasy narciarskie (dolna stacja zlokalizowana jest w pobliżu Szczyrbskiego Jeziora, a górna na zboczu, na wysokości ok. 1850 m).

## Historia wejść
Wejścia na poszczególne szczyty i przełęcze Grani Soliska nie należą do trudnych. Zbocza grani były miejscem znanym przez koziarzy urządzających tu polowania na kozice. Pierwsze odnotowane przejścia całej grani
- latem – Günter Oskar Dyhrenfurth, Hermann Rumpelt – w dwóch odcinkach, w dniach 3 czerwca i 10 czerwca 1906 r.
- zimą:
  - od Szczyrbskiego Soliska do Zadniej Soliskowej Turni – Gyula Hefty, Lajos Rokfalusy – 25 marca 1913 r.
  - od Bystrego Przechodu do Soliskowej Przełęczy – Adam Karpiński, Stefan Osiecki 12 kwietnia 1925 r.

## Szlaki turystyczne
– żółty szlak ze Szczyrbskiego Jeziora dnem Doliny Młynickiej obok wodospadu Skok i dalej na Bystrą Ławkę, stamtąd dalej do Doliny Furkotnej. Przejście szlakiem przez przełęcz jest dozwolone w obie strony, jednak zalecany jest kierunek z Doliny Młynickiej do Furkotnej w celu uniknięcia zatorów na łańcuchach.
- Czas przejścia ze Szczyrbskiego Jeziora na Bystrą Ławkę: 3:30 h, ↓ 2:35 h
- Czas przejścia z Bystrej Ławki do rozstaju ze szlakiem niebieskim w Dolinie Furkotnej: 1:30 h, ↑ 2 h

  – czerwony szlak rozpoczynający się przy Schronisku na Solisku i prowadzący wzdłuż grani na Skrajne Solisko. Czas przejścia: 1 h, ↓ 30 min